# 脳梁離断術
脳梁離断術 (のうりょうりだんじゅつ、英: Corpus callosotomy(英語版)) は、難治性てんかんに対する緩和治療 であり、脳梁を切断することによっててんかんによる異常放電が一方の脳半球からもう一方の脳半球に及ばないようにするものである。
術後には左右の脳半球の間の情報伝達が困難になる。脳梁は両半球を接続する最大の神経線維束であるが、両半球は前交連や後交連や海馬交連でも繋がっているため、脳梁を切断しても限定的ながら両半球の間の情報伝達は可能である。しかしながら、脳梁離断ではこれまでに報告されている症例の多くで離断されている神経線維束は脳梁のみならず、前交連や海馬交連を含む場合もあり、脳梁のみという限定付きではない。
「難治性てんかんに対する脳梁離断術の有効性および比較的低い永続有病率は、60年以上の経験によって実証されている。発作の減少だけでなく、行動や生活の質が向上する可能性もある」。

## 歴史
脳梁離断術は1940年代にウィリアム・P・ヴァン・ワジネンが施行したのが最初である。彼はアメリカ脳神経外科医協会の創立に携わり、会長にも就任した人物である。ヴァン・ワジネンは、てんかん治療の研究と手術実績とともに、分離脳となった患者についても発表を行った。ヴァン・ワジネンの研究は、1981年にノーベル生理学・医学賞を受賞したロジャー・スペリーに20年先行するものであった。スペリーは、脳梁離断術を受けた患者に、分離脳となったことでどのような影響が生じたかについて詳細に研究を行った。
手術手技の進歩と適応症の整理により、ヴァン・ワジネンの術式は廃れることなく、現在に至るまで世界中で広く行われている。現在、外科手術は、脱力発作や全般性発作およびレノックス・ガストー症候群を含むさまざまなてんかんに対する緩和療法として定着している。注意欠陥障害を伴う難治性てんかんの患児に関する2011年の研究では、脳梁離断術を実施した後の脳波測定において、てんかん発作だけでなく注意障害についても改善が見られた。

## 術式
術前に患者の頭髪の全部または一部を剃毛する。全身麻酔の後、頭皮を切開して開頭術を行う。続いて両半球を離断する。部分的離断術では前方2/3を離断し、全離断術では後方1/3も含めて完全に離断する。その後、硬膜の縫合と頭蓋骨の閉合を行ったのち、頭皮を縫合する。出血を最小限に抑えるには、内視鏡下脳梁離断術を行う。

## 効果
脳梁離断術は、てんかん患者の慢性発作を治療することを意図している。てんかんに関連して寿命が短縮することは、ヨーロッパでの集団ベースの研究で明らかになっている。英国とスウェーデンでは、てんかん患者（医療やその他の外科的治療によりてんかん発作が制御されていない患者と、てんかんの慢性患者）の相対死亡率は、脳梁離断術を受けた患者に対してそれぞれ2倍および3倍大きかった。大多数の症例では、脳梁離断術によって発作が起きなくなった。

### 禁忌
患者によって異なるが、進行した神経学的疾患/医学的疾患がある場合は、脳梁離断術は絶対禁忌あるいは相対禁忌となり得る。一方、知的障害は、脳梁離断術の適用禁忌ではない。重度の知的障害を有する児童に関する研究では、全離断術が非常に好ましい結果を収めている。

## 背景

### 脳梁の機能と解剖学
脳梁は約3億本の神経線維が束になっており、左右の大脳半球を接続している。これにより、知覚、認知、学習、意思を統合する役割がある。

### てんかん発作における役割
脳梁は、てんかん発作による異常放電を脳半球間で伝達する役割がある。術前には放電が双方向に伝達され、脳全体で同期した放電が起こるようになる。脳梁を離断すると脳半球間で放電が伝達されなくなり、一方の脳半球で生じた異常放電はその脳半球に留まることになる。これにより、異常放電の周波数および振幅が抑制されるのである。

## 欠点および批判

### 副作用
脳梁離断術で最も顕著な副作用は発話障害で、一部の患者は失語症 或いは失読 に陥る。長期的な副作用として自発的な発話ができないことがあり、それによって患者が苦しむ場合もある。また、利き手でない方の手を使うよう口頭で指示されても対応できなくなる。
その他、患者の意思とは無関係に手が動くエイリアンハンド症候群が表れることもある。

### 代替療法
現在では、より低侵襲な迷走神経刺激療法による治療が可能である。この方法は、内頸動脈鞘にある左側迷走神経の周りに電極を埋め込み、電気刺激を与えるものである。しかし、脳梁離断術は迷走神経刺激療法と比較して発作の抑制効果が高いことが分かっている（脱力発作の抑制効果は脳梁離断術では58.0%なのに対し、迷走神経刺激療法では21.1%に留まる）。てんかん発作の発火点が分かっている場合は、その部分のみ切除することもある。

## 関連書籍
- Maxwell, Robert E. (6 August 2009). “Chapter 162 - Corpus Callosotomy”. In Lozano, Andres M.; Gildenberg, Philip L.; Tasker, Ronald R. Textbook of Stereotactic and Functional Neurosurgery (2nd ed.). Berlin: Springer‐Verlag. pp. 2723-2740. doi:10.1007/978-3-540-69960-6_162. ISBN 978-3-540-69959-0
- Olivier, André; Boling, Warren W.; Tanriverdi, Taner (2012). “Callosotomy”. Techniques in Epilepsy Surgery: The MNI Approach. Cambridge University Press. pp. 201-215. doi:10.1017/CBO9781139021951.018. ISBN 978-1-107-00749-9
- Roberts, David W. (17 August 2009). “Chapter 74 - Corpus Callosotomy”. In Shorvon, Simon; Perucca, Emilio; Engel Jr, Jerome. The Treatment of Epilepsy (3rd ed.). Chichester: Wiley-Blackwell. pp. 943-950. doi:10.1002/9781444316667.ch74. ISBN 978-1-4051-8383-3
- Sauerwein, Hannelore C.; Lassonde, Maryse; Revol, Olivier; Cyr, Francine; Geoffroy, Guy; Mercier, Claude (15 December 2001). “Chapter 26 - Neuropsychological and Psycho-social Consequences of Corpus Callosotomy”. In Jambaqué, Isabelle; Lassonde, Maryse; Dulac, Olivier. Neuropsychology of Childhood Epilepsy. Advances in Behavioral Biology Series. 50. New York: Kluwer Academic Publishers. pp. 245-256. doi:10.1007/0-306-47612-6_26. ISBN 978-0-306-46522-2